# Onosma caerulescens
Onosma caerulescens är en strävbladig växtart som beskrevs av Pierre Edmond Boissier. Onosma caerulescens ingår i släktet Onosma och familjen strävbladiga växter. Inga underarter finns listade i Catalogue of Life.